# Alberto Orzan
Alberto Orzan (24. července 1931 San Lorenzo Isontino, Italské království – 9. srpna 2022) byl italský fotbalový obránce.
První fotbalovou sezonu mezi dospělými odehrál 1953/54 v dresu Udinese. Hned po první sezoně odešel do Fiorentiny, kde zbytek své fotbalové kariéry. Celkem devět sezon odehrál u fialek a odehrál za ní celkem 239 utkání. Vyhrál s ní titul v sezoně 1955/56, pak si zahrál finále poháru PMEZ 1956/57, vyhrál italský pohár 1960/61 a jednou vyhrál i pohár PVP 1960/61. V roce 2013 byl uveden do síně slávy Fiorentiny.
Za reprezentaci odehrál čtyři utkání.

## Hráčská statistika
| Sezóna  | Klub       | Liga    | Liga   | Liga | Ligové poháry | Ligové poháry | Ligové poháry | Kontinentální poháry | Kontinentální poháry | Kontinentální poháry | Celkem | Celkem |
| Sezóna  | Klub       | Soutěž  | Zápasy | Góly | Soutěž        | Zápasy        | Góly          | Soutěž               | Zápasy               | Góly                 | Zápasy | Góly   |
| ------- | ---------- | ------- | ------ | ---- | ------------- | ------------- | ------------- | -------------------- | -------------------- | -------------------- | ------ | ------ |
| 1953/54 | Udinese    | Serie A | 15     | 0    | –             | 0             | 0             | –                    | 0                    | 0                    | 15     | 0      |
| 1954/55 | Fiorentina | Serie A | 21     | 1    | –             | 0             | 0             | –                    | 0                    | 0                    | 21     | 1      |
| 1955/56 | Fiorentina | Serie A | 18     | 0    | –             | 0             | 0             | –                    | 0                    | 0                    | 18     | 0      |
| 1956/57 | Fiorentina | Serie A | 31     | 0    | –             | 0             | 0             | PMEZ                 | 6                    | 0                    | 37     | 0      |
| 1957/58 | Fiorentina | Serie A | 22     | 0    | IP            | 5             | 0             | –                    | 0                    | 0                    | 27     | 0      |
| 1958/59 | Fiorentina | Serie A | 26     | 0    | IP            | 2             | 1             | –                    | 0                    | 0                    | 28     | 1      |
| 1959/60 | Fiorentina | Serie A | 30     | 2    | IP            | 4             | 0             | Stř.P                | 2                    | 0                    | 36     | 2      |
| 1960/61 | Fiorentina | Serie A | 31     | 0    | IP            | 3             | 0             | PVP                  | 6                    | 0                    | 40     | 0      |
| 1961/62 | Fiorentina | Serie A | 12     | 0    | IP            | 2             | 0             | PVP+Stř.P            | 7+6                  | 0                    | 27     | 0      |
| 1962/63 | Fiorentina | Serie A | 1      | 0    | IP            | 1             | 0             | –                    | 0                    | 0                    | 2      | 0      |
| Celkem  | Celkem     | Celkem  | 207    | 3    | –             | 17            | 1             | –                    | 27                   | 0                    | 251    | 4      |

## Hráčské úspěchy

### Klubové
- 1× vítěz italské ligy (1955/56)
- 1× vítěz italského poháru (1960/61)
- 1× vítěz poháru PVP (1960/61)

### Reprezentační
- 1× na MP (1955–1960)